# NGC 1800
NGC 1800 este o galaxie neregulată situată în constelația Porumbelul. A fost descoperită în 19 noiembrie 1835 de către John Herschel. Se află la o distanță de 8,3 megaparseci de Pământ.